# تیپ ۲۲۸ پیاده سقز
تیپ ۲۲۸ پیاده سقز یا تیپ ۲۲۸ متحرک هجومی از تیپ‌های پیاده‌نظام نیروی زمینی ارتش جمهوری اسلامی ایران و زیرمجموعه لشکر ۲۸ پیاده کردستان است، که پادگان و ستاد فرماندهی آن در شهر سقز، استان کردستان مستقر می‌باشد. تیپ ۲۲۸ پیاده سقز در خلال جنگ ایران و عراق، از یگان‌های عمل‌کننده ارتش جمهوری اسلامی ایران و تحت امر لشکر ۲۸ پیاده کردستان بود. هم‌اکنون سرهنگ حبیب شکاری فرماندهی تیپ ۲۲۸ پیاده سقز را برعهده دارد.